# Хало ефекат
Хало ефекат је тенденција да се појединац доживљава исувише позитивно или негативно на основу претходних генерализација или предрасуда. У маркетингу, ефекат изазван особинама једног производа на рејтинг читавог бренда, компаније или врсте производа.